# 五十公野站
五十公野站（日语：／ Ijimino eki */?）是位於新潟縣新發田市五十公野，日本國有鐵道（國鐵）的赤谷線車站（廢站）。隨著赤谷線廢線，車站在1984年（昭和59年）4月1日廢除。

## 歷史
- 1925年（大正14年）11月20日 - 在商工省製鐵所線轉讓下，變為赤谷線。此站同日啟用[1]。
- 1960年（昭和35年）3月25日 - 結束處理貨物[1]。
- 1963年（昭和38年）5月1日 - 成為業務委託車站。
- 1984年（昭和59年）
  - 2月1日 - 結束處理行李[1]。
  - 4月1日 - 車站廢除[1]。

## 車站構造
截至車站廢除前，車站是一座地面車站，設有1面1線的單式月台。此站是業務委托車站。

## 車站周邊
- 五十公野村落

## 相鄰車站
日本國有鐵道
赤谷線
新發田－東中學校前臨時乘降場－五十公野－新江口

## 注腳
1. 1 2 3 4 5 6  石野哲（編）. . JTB. 1998: 566. ISBN 978-4-533-02980-6 （日语）.